# Darampua
Darampua es uno de los 12 barrios que forman el municipio filipino de Sultán Sa Barongis situado al sur de la isla de Mindanao y que forma parte de  la provincia de Maguindánao situada en la Región Autónoma del Mindanao Musulmán también denominada RAMM.
Para las elecciones está encuadrado en el Segundo Distrito Electoral de esta provincia.

## Historia

### Influencia española
Este territorio fue parte de la Capitanía General de Filipinas (1520-1898). Hacia 1696 el capitán Rodríguez de Figueroa obtiene del gobierno español el derecho exclusivo de colonizar Mindanao. El 1 de febrero de este año parte de Iloilo alcanzando la desembocadura del Río Grande de Mindanao, en lo que hoy se conoce como la ciudad de Cotabato.

### Ocupación estadounidense
En 1903, al comienzo de la ocupación estadounidense de Filipinas Cotabato forma parte de la nueva provincia del Moro. En septiembre de 1914 se crea el Departamento de Mindanao y Sulú, una de sus provincias es Provincia de Cotabato y Lambayong fue uno de sus distritos municipales.

### Independencia
El 29 de octubre de 1952 el distrito municipal de  Lambayong, pasa a convertirse en municipio. El 21 de junio de 1959 cambia su nombre por el de Sultán sa Barongis. De su término fueron segregándose los siguientes municipios, a saber:
El  22 de noviembre de 1973 fue segregado de su término el nuevo municipio de Mariano Marcos,  en la provincia de Sultan Kudarat.

### Autonomía
El 4 de septiembre de 2004 11 barrios Sultan sa Barongis fueron trasladados al municipio de nueva creación de Rajah Buayan, reduciendo así el número de barrios de 23 a 12.
Forma parte de la Alianza de Municipios de Liguasánn del Sur Southern Liguasan Alliance of Municipalities  (SLAM), integrada por los municipios de Datu Paglas, Paglat, General Salipada K. Pendatun, y Sultan sa Barongis, todos de la provincia de Maguindánao.